# Генеральный план реконструкции Москвы

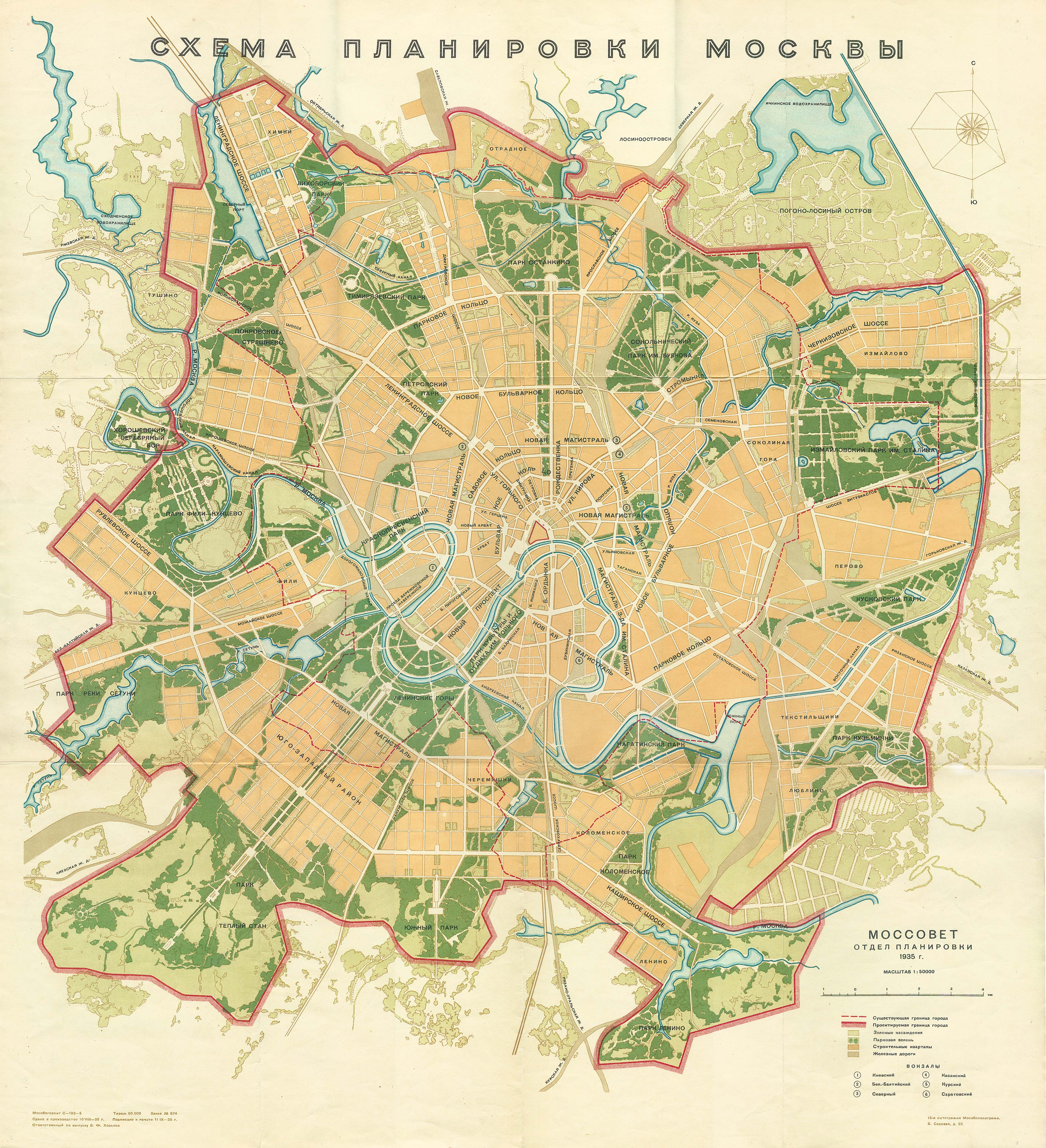
Генеральный план реконструкции Москвы 1935 года

Генеральный план реконструкции Москвы — первый комплексный план реконструкции Москвы, в котором исторически сложившаяся радиально-кольцевая структура города сочеталась с освоением новых районов, созданием кольцевых и радиальных магистралей.
Разработан под руководством архитекторов Владимира Семёнова и Сергея Чернышёва. Утверждён 10 июля 1935 года постановлением ЦК ВКП(б) и СНК СССР № 1435 «О генеральном плане реконструкции города Москвы».
Послужил основой для сталинской реконструкции Москвы. Включал в себя новаторский план обводнения города Москвы, по примеру Ленинграда. Реализован частично.

## История

### Предпосылки создания генплана

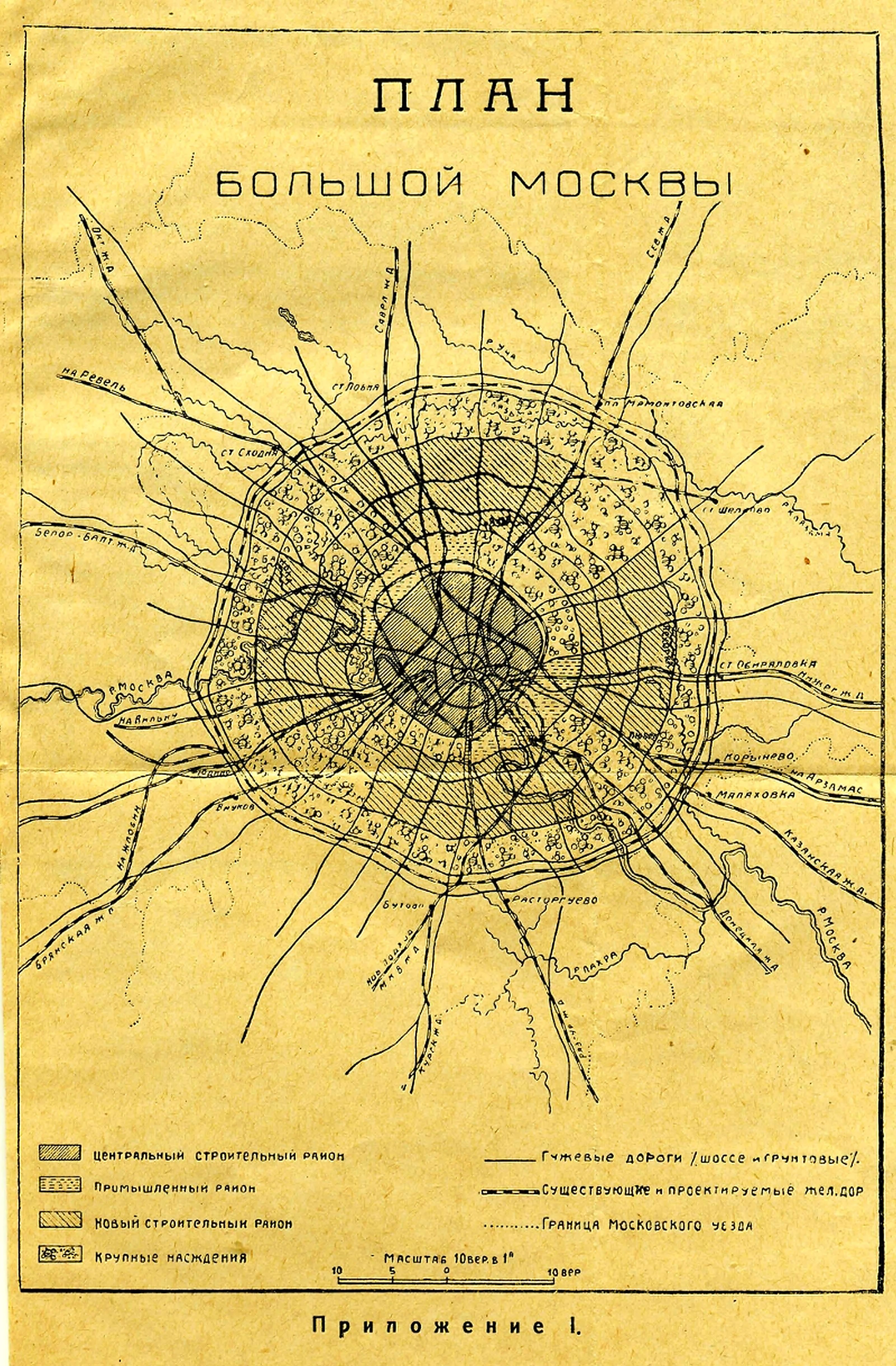
План «Большой Москвы» С. С. Шестакова

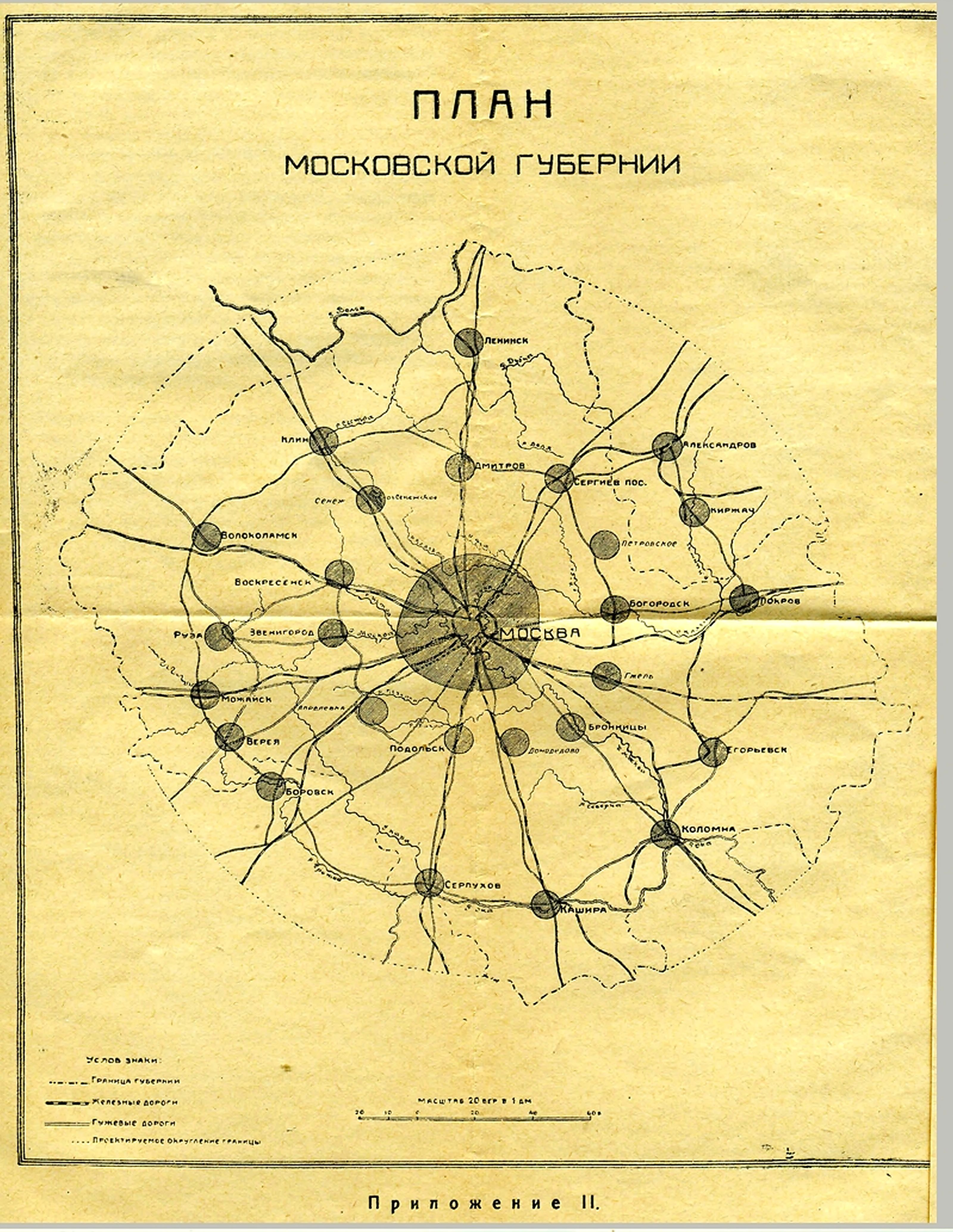
«План Московской губернии» С. С. Шестакова

Сразу после Октябрьской революции были созданы проекты городов будущего, вынесены предложения по реконструкции Петрограда и Москвы. Первый план реконструкции, «Город будущего», составил в 1918 году профессор Борис Сакулин. План охватывал города Подмосковья и предусматривал групповое расселение. Однако проект был невыполним, так как предполагал переустройство жизни на слишком большой территории, сравнимой с небольшим государством.
В 1918 году городские власти учредили две конкурирующие плановые группы. Мастерская Моссовета под руководством И. В. Жолтовского (позже руководство проектом перешло к А. В. Щусеву) занималась преимущественно развитием старого города, а группа С. С. Шестакова — проблемами рабочих окраин. Предложенный Щусевым в 1923—1924 годы план «Новая Москва» опирался на традиционную для Москвы радиально-кольцевую планировку. Правительственный центр перемещался в район Петровского парка и Ходынского поля. Московский Кремль освобождался от административных и жилых функций и в перспективе превращался в музей. Среднесрочный прогноз численности населения ограничивался двумя миллионами человек, поэтому территория развития города ограничивалась Малым кольцом Московской железной дороги, а новая застройка была преимущественно малоэтажной. Окраины Москвы должны были развиваться как единый город-сад.
Проект «Новая Москва» был совершенно иной направленности, чем «сталинский» генеральный план реконструкции столицы 1935 года, о котором часто неправильно пишут как о развитии идей Щусева. Щусев переносил административный центр на Петербургское шоссе, а по генплану 1935 года он был принципиально наложен на исторический центр. Щусев был за выявление лучших старинных зданий (его сотрудники обследовали город, работая в комиссии по охране памятников Моссовета), тогда как в ходе реализации генплана 1935 года были снесены многие исторические здания и кварталы. Администрация Москвы, несогласная с мнением Щусева, уже в 1924 году склонялась в пользу плана «Большой Москвы» Шестакова; в 1925 году упорство Щусева стало более не терпимым, и он был смещён, а разработка «Новой Москвы» свёрнута.
Проект «Большая Москва» был разработан в 1921—1925 годах Сергеем Шестаковым. По плану историческое ядро города опоясывалось системой трёх колец. Однако власти в 1929 году от плана реализации отказались, а сам Шестаков был репрессирован.

### Конкурсные работы
Конец 1920-х и начало 1930-х годов — время бурных дискуссий о принципах социалистического расселения, типах жилища, путях развития будущей Москвы, о будущем советского народа.
В 1930 году в печати появились два плана развития Москвы — дезурбанистический проект «Зеленого города» М. Барща и М. Гинзбурга и последовательно урбанистический проект Н. Ладовского.
По проекту «Зеленого города» его осью должно было стать Ярославское шоссе. Вдоль него с обеих сторон должны были располагаться полосы изолирующих зеленых насаждений, за которыми должны были быть размещены разбросанные в беспорядке жилища (предполагались различные типы автономных жилых ячеек на одного, двух и более человек). На каждом километре шоссе предполагалось расположить двухэтажные общественные здания, в которых должны были быть столовые, кладовые для обслуживания жилых ячеек, справочные, спорт-кладовые, газетные киоски, парикмахерские и т. д. Гинзбург и Барщ предлагали построить сеть таких пригородов вокруг Москвы, а в самой Москве по их проекту строительство должно было быть полностью заморожено. При этом по мере износа здания внутри города предлагалось сносить, сохранению подлежали лишь здания, относящиеся к категории памятников культуры и истории.
Рациональный архитектор Николай Ладовский считал, что Москва сотни лет была радиально-кольцевым городом-крепостью и не располагала общественными пространствами и зданиями, необходимыми для столицы. План архитектора предполагал разорвать радиально-кольцевую систему планировки Москвы, разомкнув одно из колец, и дать городу возможность динамического развития в заданном направлении, а именно в северо-западном вдоль улицы Горького, Ленинградского шоссе и далее («парабола Ладовского»). Со временем Москва, развиваясь в северо-западном направлении, могла слиться с Ленинградом.
В 1932 году Моссоветом был организован закрытый конкурс на идею генерального плана Москвы. В конкурсе принимали участие крупнейшие функционалисты со всего мира — Ле Корбюзье, Ханнес Майер, Эрнст Май, Николай Ладовский.
В проекте инженера Германа Борисовича Красина планировка Москвы предлагалась в виде звездообразной структуры с плотно застроенным центром, поселковой застройкой вдоль радиальных магистралей, между которыми пролегали зелёные насаждения, идущие из Подмосковья к центру. Немецкие архитекторы Эрнст Май, К. и Ханнес Майеры предлагали оставить радиально-кольцевую планировку и исторический центр города, в котором сосредотачивалась культурная и административно-политическая жизнь. Развивать промышленность планировалось на юго-востоке. Города-спутники соединялись с центром и промышленными районами электрической железной дорогой.
Франко-швейцарский архитектор, классик архитектурного авангарда Ле Корбюзье считал, что средневековая радиально-кольцевая структура плана не способна вместить новое содержание растущего города. Ле Корбюзье предлагал прямоугольную сетку улиц вместо традиционной радиально-кольцевой структуры. Территория столицы должна была быть разделена на зоны: на севере располагался бы новый политический центр города, южнее — четыре больших жилых района, затем — исторический центр, к югу от которого осталась бы промзона.
Также существовал проект генплана авторства Льва Ильина, предложенный в 1936 году — уже после реализации Генплана. В нём впервые была предпринята попытка решения вопроса реконструкции центра города не через проектирование отдельных зданий — Дворца Советов или здания Наркомата тяжёлой промышленности, — а через проектирование связанных между собой ансамблей-комплексов.

### Проект обводнения Москвы

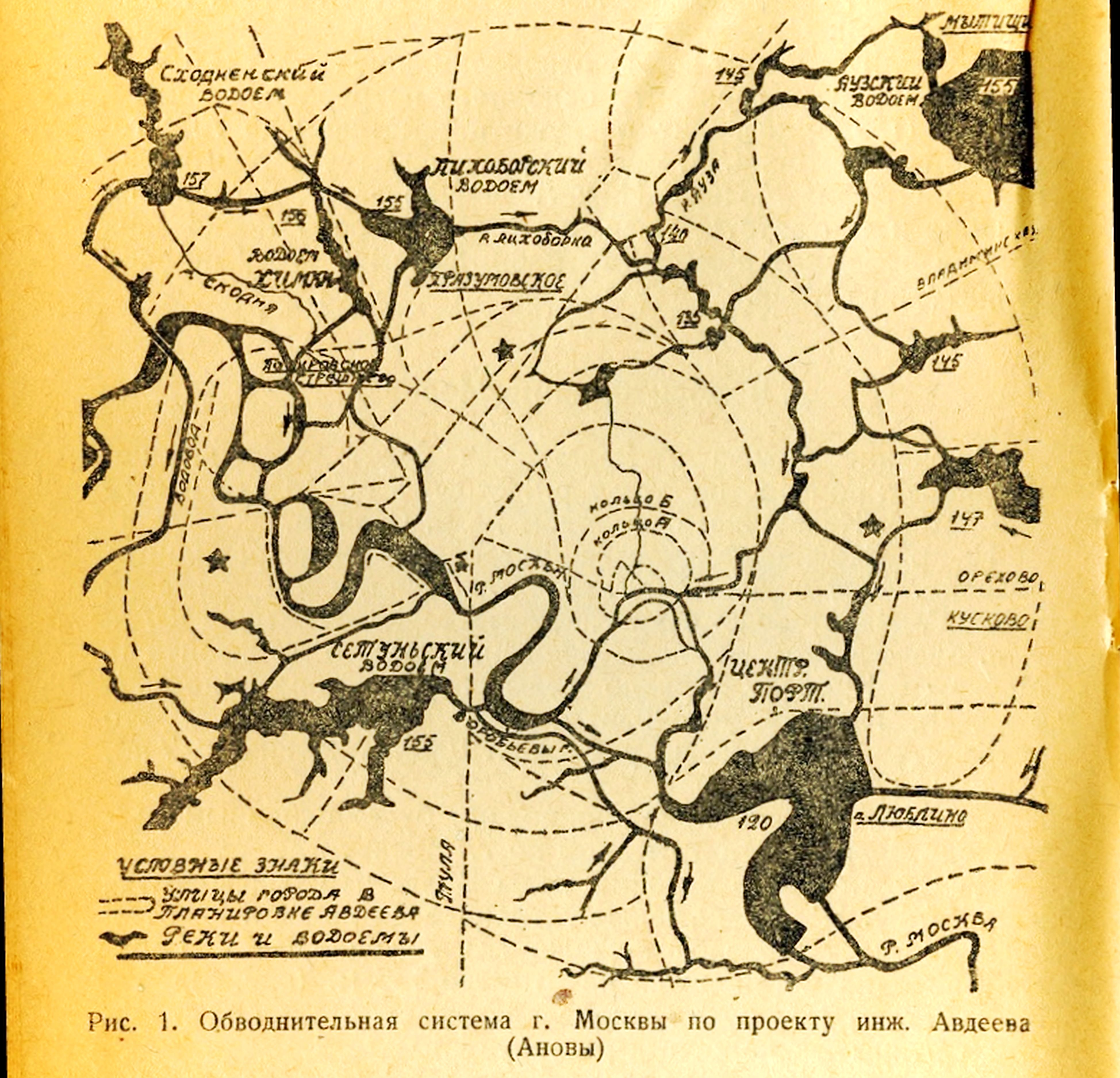
Обводнительная система города Москвы по проекту инженера Авдеева (Ановы)

План обводнения также отличался многообразием вариантов, которые были подготовлены различными архитекторами. Итоговые варианты разрабатывали специалисты Москаналстроя, организованного при Моссовете в 1930 году, к 1932-му они предложили три плана канала Москва-Волга: Старицкий, Шошинский и Дмитровский. Все варианты имели свои плюсы и минусы. За генплан обводнения был принят Дмитровский проект. По этому варианту общая протяженность канала составляла 128 км, трасса начиналась в месте впадения в Волгу реки Дубны и направлялась на юг через Дмитров и станцию Икша. Каждая ступень канала представляла собой однокамерный шлюз и насосную станцию. В районе Пестова, расположенного при впадении реки Чёрной в Вязь, канал пересекал водораздел между реками Вязь и Уча и поворачивал на юго-запад. В этом направлении он прорезал Клязьминско-Химкинский водораздел через долину реки Химки и спускался по крутому склону к Москве-реке в районе села Щукино. Геологические условия Дмитровского проекта канала были сложными и разнообразными, но в целом более благоприятными, чем у двух других вариантов.

## Генплан 1935 года
Ни один из конкурсных проектов, озвученных ранее, не был признан достаточно убедительным, чтобы стать основой будущего реального плана преобразования Москвы. Поэтому в 1933 году для разработки такого плана были созданы проектные мастерские Моссовета.
На пленуме ЦК ВКП(б) в июне 1931 года были приняты решения о строительстве в Москве метрополитена и о соединении Москвы-реки каналом с Волгой. Первый пробный поезд прошёл на участке «Сокольники» — «Охотный ряд» в 1935 году.
Одновременно пленум обязал «московские организации приступить к разработке научно-обоснованного плана дальнейшего расширения и застройки г. Москвы». Вопросами реконструкции центра столицы в 1933—1935 годах начала заниматься планировочная мастерская № 2 Моссовета, одним из руководителей которой был ленинградский архитектор Владимир Щуко.
В 1935 году Иосиф Сталин и Вячеслав Молотов утвердили постановление «О генеральном плане реконструкции города Москвы», где были сформулированы принципы социалистического градостроения, оказавшие огромное влияние на его практику и теорию в последующий период. К моменту утверждения генплана по нему уже велись масштабные градостроительные работы: в 1935 году завершили первую очередь метрополитена и развернулись проектные и строительные работы по сооружению канала имени Москвы. После принятия постановления в рамках очередной реорганизации проектного дела осенью 1935 года планировочная мастерская № 2 была преобразована в архитектурно-планировочную мастерскую № 2 под руководством Владимира Щуко и Владимира Гельфрейха.

Пролетариату в наследство осталась весьма запутанная система лабиринтов, закоулков, тупичков, переулков старой купеческо-помещичьей Москвы. Идёт улица как улица, и неожиданно посредине стоит нелепый дом: какому-нибудь Тит Титычу взбрело на ум взгромоздить свой дом как раз посредине улицы или оттяпать у улицы по крайней мере добрых 5-10 метров на выступы своего особняка. С увеличением населения у нас город вырастет до 5 миллионов, с быстрым ростом в городе числа автомобилей и других видов городского транспорта жить будет невозможно, если не перепланировать город, не расширить и выпрямить улицы, не создать новые площади.— формулировал проблему Лазарь Каганович, которому было поручено курировать реконструкцию столицы
Перед архитекторами 2-й планировочной мастерской стояла нелёгкая задача создать единый ансамбль, учитывая, с одной стороны, ещё не начавшийся строиться Дворец Советов, а с другой — уже возводившиеся по трассе будущей главной магистрали новые здания, такие как Дом комитетов Совета труда и обороны, первая очередь гостиницы Моссовета, «дом на Моховой» и библиотека им. Ленина.
Проектирование генплана велось комплексно, все планировочные структуры города подвергались инженерному, архитектурному и экономическому анализу. Одновременно с этим производились подробные разработки крупных инженерно-технических проектов: метрополитен, обводнение города, реконструкция наземного транспорта, строительство и реконструкция мостов. В 1935 году работы над Генеральным планом Москвы были закончены.
Предполагалось, что новый генеральный план, разработанный Владимиром Семёновым и Сергеем Чернышёвым, будет воплощён в жизнь за десятилетие. Развитие города намечалось в первую очередь в юго-западном направлении, свободном от промышленных предприятий. План предусматривал строительство новых широких транспортных магистралей и расширение имеющихся. Существующие мосты предполагалось обновить и расширить, дополнив новыми (в их числе Крымский мост). Приоритетным направлением признавалось строительство Московского метрополитена, который получил имя Кагановича. Вплоть до Великой Отечественной войны работы по осуществлению Генерального плана шли непрерывно, с нарастанием объёмов всех видов строительства.
Первым реализованным проектом стало создание метрополитена. Строительство первого опытного участка началось в 1931 году на Русаковской улице. В 1933 году после утверждения технического проекта первой очереди трест Метрострой начал основные работы. Открытие московского метрополитена и его первой линии — Сокольнической — состоялось 15 мая 1935 года. В пусковой комплекс входили 11,2 км трассы, 13 станций и 12 составов.
Большое значение придавалось также озеленению города, созданию новых парков и реконструкции существующих. Планировалось создание пяти «зелёных» колец вокруг центра города. Для отдыха социалистических трудящихся были организованы рекреационно-парковые пространства нового типа — парк Горького и ВДНХ. Работа по планировке парка им. Горького проводилась в 1934—1936 годах. Проектировал парк коллектив архитекторов под руководством Александра Власова — мастера садово-парковой архитектуры. Парк создавался на месте 1-й Всероссийской сельскохозяйственной выставки 1922—1923 годов. Размеры парка не ограничились территорией бывшей выставки, а увеличились до 560 га, включая Нескучный сад. В композицию парка входили открытые пространства для культурно-массовых мероприятий, зоны отдыха характеризовала живописная планировка. Для открытия новой Всесоюзной сельскохозяйственной выставки в 1939 году на северо-западе столицы образовался крупнейший массив зелени, включающий в себя Парк культуры и отдыха им. Дзержинского, парк «Останкино» и Главный ботанический сад.
Осенью 1932 года быстрыми темпами начал строиться канал Москва-Волга (нынешний канал им. Москвы), четыре года и восемь месяцев понадобилось, чтобы прорыть искусственную реку от станции Большая Волга на окраине Дубны до Москвы. Стройку курировал НКВД. На ней трудились тысячи заключённых, для чего специально был создан Дмитровлаг, просуществовавший более пяти лет. В мае 1937 года по каналу двинулись суда с грузами и пароходы с туристами, и он стал как водоснабжающей, так и судоходной магистралью. А за два года до этого начал развиваться речной транспорт, когда правительственным постановлением от 8 сентября 1935 года было утверждено решение о создании серии специальных «канальных» судов. К началу навигации на канале нужно было разработать и построить суда для нового водного пути — теплоходы, катера, глиссеры, водные такси, создать комфортабельный и удобный флот. Канал изменил и контуры судов: в отличие от старых речных форм, угловатых и высоких, корпуса «канальных» теплоходов стали удлинёнными и обтекаемыми.
Обводнение Москвы развивалось по всему городу. С севера столицу должны были огибать два кольцевых канала. Один из них, малый, соединял Яузу с Химкинским водохранилищем, а второй выходил в район Южного порта. Излучины Москвы-реки для удобства судоходства предполагалось спрямить. Наибольшее внимание уделялось строительству каналов, которые должны были соединить Москву со всеми крупными реками европейской части страны. Новые высокие незатопляемые набережные общей протяженностью 52 км, облицованные гранитом, были закончены к 1937 году. В период с 1936 по 1938 год были реконструированы три существующих моста и построены девять новых, которые принадлежали к крупнейшим мостам в Европе. Их возводили с таким расчётом, чтобы пропускать большие волжские суда, которые ходили по Московскому каналу. Обводнение волжской водой системы рек и каналов, создание водохранилищ в окрестностях столицы обеспечило город питьевой водой, водой для промышленных целей, а также способствовало улучшению микроклимата города.

### Стратегия развития по генплану
- «ЦК ВКП(б) и СНК СССР отвергают проекты сохранения существующего города, как законсервированного музейного города старины, с созданием нового города за пределами существующего.
- ЦК ВКП(б) и СНК СССР отвергают также предложения о сломке сложившегося города и постройке на его месте города по совершенно новому плану.
- ЦК ВКП(б) и СНК СССР считают, что при определении плана Москвы необходимо исходить из сохранения основ исторически сложившегося города, но с коренной перепланировкой его путём решительного упорядочения сети городских улиц и площадей» (преамбула постановления от 10 июля 1935).

### Ограничение роста Москвы
- Население города ограничивается численностью 5 млн человек, «с полным обслуживанием бытовых и культурных потребностей этого населения».
- Территория Москвы, переуплотнённая уже в тридцатые годы, расширяется с 285 до 600 км².
- Основное направление расширения застройки — на юго-запад по дуге Кунцево — Ленинские горы — Царицыно (1 млн м² жилья за десятилетие). Второстепенные — восток (Измайлово — Перово), запад (Хорошёво — Щукино), северо-запад (Тушино — Медведково).
- «в Москве, как правило, не будут сооружаться новые предприятия, кроме непосредственно обслуживающих городские нужды (хлебозаводы, холодильники и другие объекты)». Мелкие и пожароопасные предприятия — вывести за черту города[источник не указан 2942 дня].

### Качество жилой застройки
- Укрупнить кварталы застройки. Вместо мелких по 1-2 га строить кварталы в 9-15 га, застроенные крупными домами, отказаться от сети переулков.
- Стремиться к равномерной плотности заселения — 400 человек на 1 га жилого квартала (плотность населения в пределах Садового кольца в 1935 — свыше 1000 человек на 1 га).
- «К постройке в Москве допускать жилые дома высотой не ниже шести этажей, а на широких магистралях … более высокие дома в 7—10—14 этажей».
- Отказаться от замкнутого размещения в жилых домах коммунальных учреждений, доступных только для местных жильцов. Размещать учреждения в центре кварталов в расчёте на обслуживание широкого круга населения.

План жилищного строительства на десять лет — 15 млн м² (около 2500 домов), из них в течение ближайшего трехлетия — в объёме 3 млн м² (около 500 домов), в том числе в 1936 — 800 тыс. м²

### Уличная сеть
Генплан зафиксировал как факт «сложившуюся радиально-кольцевую систему улиц» и необходимость «дополнить её системой новых улиц, разгружающих центр от движения и позволяющих установить прямую транспортную связь районов города между собой без обязательного проезда через центр города».
Расширение старых улиц:
- Красная площадь — расширить вдвое. Реконструировать центральные площади.
- Магистральные улицы — расширить до 30-40 метров «за счет сноса некоторых зданий и немедленной ликвидации клумб и газонов на улицах, а на некоторых улицах также и деревьев».
- Расширить и застроить набережные Москвы-реки (от Шелепихи до Кожухова) и Яузы (от устья до Садового кольца)
- Заменить московские мосты.
- Расширить «с первоочередной их застройкой хорошими по архитектуре зданиями» привокзальные и прочие первоочередные площади[источник не указан 2942 дня].

Строительство трёх основных сквозных магистралей, пересекающих центр города:
- Измайлово — Комсомольская площадь — Новокировская — Дворец Советов — Лужники — Ленинские горы.
- Ленинградское шоссе — Кузнецкий мост — Солянка — Завод имени Сталина.
- Останкино — Большая Ордынка — Серпуховское шоссе[источник не указан 2942 дня].

Строительство кольцевых магистралей:
- Внутреннее полукольцо в пределах Бульварного кольца.
- Замкнуть Бульварное кольцо в Замоскворечье. Снести дома в торцах существующих бульваров, в том числе Страстной монастырь.
- Новое кольцо бульваров на основе Камер-Коллежского вала.
- Новое парковое кольцо (Останкино — Сокольники — Измайлово и другие)[источник не указан 2942 дня].

Пробивка новых улиц:
- Проспекты-дублёры внутри Садового кольца: Новоарбатский и упомянутый выше Новокировский (Проспект Академика Сахарова).
- Хордовые проспекты между вокзалами (Белорусский — Киевский, Белорусский — Комсомольская площадь и другие)[источник не указан 2942 дня].

### Железнодорожная сеть
- Электрификация.
- Тоннель (глубокий ввод) между Курским и Ленинградским радиусами.
- Строительство новой южной дуги Малого кольца МОЖД[источник не указан 2942 дня].

### Зелёная зона Москвы
Вошедшая в Генплан Схема озеленения Москвы была разработана архитектором Виталием Долгановым и содержала следующие положения.
- Создать защищённый лесопарковый пояс в радиусе 10 км от новых границ города.
- Создать непрерывные радиальные зеленые массивы от центра города до лесопаркового пояса (например, Неглинная улица — Самотёка — Останкино — лесопарк).
- Реконструировать имеющиеся городские парки[источник не указан 2942 дня].

### Локальные проекты
- Завершить расчистку Охотного ряда — Моховой от старых домов.
- Расчистить Китай-город (под строительство нескольких зданий) и Зарядье (под здание Дома промышленности).
- Спланировать и очистить от мелких построек к 1937 году территорию Лужников. Построить эстакадный мост Лужники — Ленинские горы.
- Снести к 1938 году мелкие строения на стрелке водоотводного канала для постройки на этом месте монумента в память о спасении челюскинцев (не осуществлено[36]).